# Acrotylus furcifer
Acrotylus furcifer är en insektsart som beskrevs av Henri Saussure 1888. Acrotylus furcifer ingår i släktet Acrotylus och familjen gräshoppor. Inga underarter finns listade i Catalogue of Life.